# Schuttfluren Tafamunt
Schuttfluren Tafamunt este o arie protejată (arie specială de conservare — SAC, sit de importanță comunitară — SCI) din Austria întinsă pe o suprafață de 68,43 ha, integral pe uscat.

## Localizare
Centrul sitului Schuttfluren Tafamunt este situat la coordonatele 46°58′24″N 10°04′09″E / 46.9733°N 10.0692°E.

## Înființare
Situl Schuttfluren Tafamunt a fost declarat sit de importanță comunitară în august 2002 pentru a proteja un număr necunoscut de specii din flora spontană și fauna sălbatică aflate în arealul zonei. Situl a fost protejat și ca arie specială de conservare în august 2003.

## Biodiversitate
Situată în ecoregiunea alpină, aria protejată conține 2 habitate naturale: Grohotișuri silicioase medio-europene, la altitudine înaltă, Păduri acidofile de Picea de la nivel montan la nivel alpin (Vaccinio-Piceetea).
La baza desemnării sitului se află un număr nedeclarat de specii protejate.
Pe lângă speciile protejate, pe teritoriul sitului au mai fost identificate 1 specie de plante.